# Арраський конгрес
Арраський конгрес — перший в європейській історії конгрес який відбувся в Аррасі у 1435 році з метою розробки мирної угоди між Францією та Англією. В роботі конгресу, окрім безпосередніх учасників — Англії, Франції та Бургундії, взяли участь посол Базельського церковного собору, легат папи римського, представники Священної Римської імперії, Кастилії, Арагону, Наварри, Португалії, Неаполітанського королівства, Сицилії, Польщі, Кіпру, Бретані, герцогства Міланського.